# Kobiele Wielkie (gromada)
Kobiele Wielkie – dawna gromada, czyli najmniejsza jednostka podziału terytorialnego Polskiej Rzeczypospolitej Ludowej w latach 1954–1972.
Gromady, z gromadzkimi radami narodowymi (GRN) jako organami władzy najniższego stopnia na wsi, funkcjonowały od reformy reorganizującej administrację wiejską przeprowadzonej jesienią 1954 do momentu ich zniesienia z dniem 1 stycznia 1973, tym samym wypierając organizację gminną w latach 1954–1972.
Gromadę Kobiele Wielkie siedzibą GRN w Kobielach Wielkich utworzono – jako jedną z 8759 gromad na obszarze Polski – w powiecie radomszczańskim w woj. łódzkim, na mocy uchwały nr 36/54 WRN w Łodzi z dnia 4 października 1954. W skład jednostki weszły obszary dotychczasowych gromad Kobiele Wielkie, Babczów, Cieszątki, Karsy, Kobiele Małe, Przyborów, Przybyszów, Ujazdówek i Zrąbiec (z wyłączeniem wsi Dudki i Świerczyny) oraz wieś Łazy z dotychczasowej gromady Brzezinki ze zniesionej gminy Kobiele, a także obszar dotychczasowej gromady Wola Rożkowa (z wyłączeniem kolonii Stary Widok) ze zniesionej gminy Wielgomłyny w tymże powiecie. Dla gromady ustalono 27 członków gromadzkiej rady narodowej.
1 stycznia 1959 do gromady Kobiele Wielkie przyłączono wieś Posadówka, wieś Brzezinki, wieś Cadów, wieś Cadówek, wieś i parcelację Podświerk oraz przysiółek Przydatki Orzechowskie ze zniesionej gromady Orzechów.
31 grudnia 1959 do gromady Kobiele Wielkie przyłączono wieś i kolonię Huta Drewniana, kolonię Nowy Widok, wieś Jachimowizna, wieś Świerczyny, wieś Gorgoń, wieś Wymysłów, wieś Dudki i wieś Jagodnik ze zniesionej gromady Huta Drewniana.
Gromada przetrwała do końca 1972 roku, czyli do kolejnej reformy gminnej. 1 stycznia 1973 w powiecie radomszczańskim reaktywowano gminę Kobiele Wielkie (do 1954 obowiązywała nazwa gmina Kobiele).